# Citadele banka

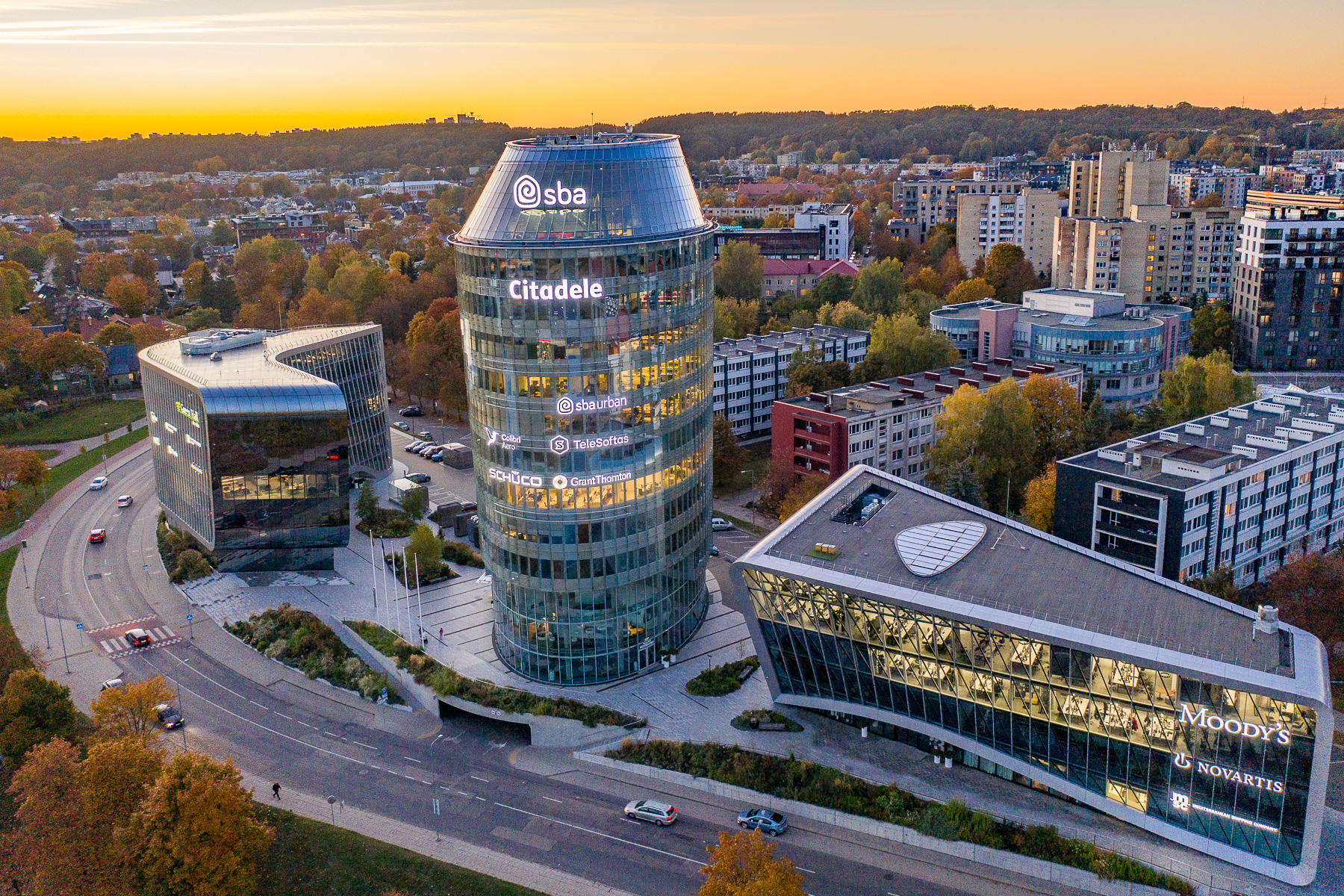
Литовский офис в Вильнюсе

АО «Citadele banka» (также — банк «Citadele») — латвийский банк, созданный в результате реструктуризации частного банка Parex Banka. В момент создания 30 июня 2010 года принадлежал государству, позже был приватизирован. Является третьим по количеству клиентов банком в Латвии (280 723 клиента) и шестым по объёму активов (2 642 642 800 евро). Также является эксклюзивным эмитентом карт American Express в Латвии и Литве.

## История
В конце 2008 года в результате мирового экономического кризиса один из крупнейших латвийских банков «Parex Banka» оказался на грани банкротства. Чтобы не допустить негативного влияния банкротства банка на финансовую систему страны, правительство Латвии 8 ноября 2008 года национализировало банк, получив 51 % акций за символическую сумму в 2 лата (порядка 4 долларов США) и приступило к его реструктуризации.
1 июня 2010 года был создан банк «Citadele», полностью принадлежащий государству. 30 июля 2010 года вторым акционером стал Европейский банк реконструкции и развития (ЕБРР), получивший 25 % минус одну акцию.
В результате реструктуризации большинство ценных активов было передано в новообразованный банк, а проблемные активы остались на балансе «Parex Banka».
Согласно изначальному плану реструктуризации, государственная доля в банке должна была быть продана до конца 2014 года. 5 ноября 2014 года Агентство приватизации заключило договор с группой инвесторов о продаже государственного пакета акций. 20 апреля 2015 года новым акционером стала частная инвестиционная компания «Ripplewood Advisors LLC» (США), представляющая интересы 12 инвесторов. Стоимость продажи акций составила 74,7 млн евро. По оценке Госконтроля Латвийской республики, убытки от санации «Parex banka» и последующей продажи «Citadele» могут составить до 800 миллионов евро. Значительная часть сведений, связанных со сделкой, остаётся засекреченной.
В 2011 году через «Citadele» были выданы вклады разорившегося ранее банка «Latvijas Krājbanka». Выдачу вкладов частным лицам в размере до 100 000 евро гарантировало государство — роль «Citadele» заключалась в организации процесса выплат.
В августе 2013 года к «Citadele» перешли основные активы разорившегося банка «GE Money Bank»
2 января 2014 года «Ripplewood Advisors LLC» была переименована в «Kleinwort Benson Advisors LLC».
В 2015 году банк намеревался выйти на биржу, но 11 ноября 2015 года официально объявил об отмене намерений.

## Собственники
- Инвестиционная компания «Ripplewood Advisors[англ.]» — 75 % плюс одна акция
- Европейский банк реконструкции и развития — 25 % минус одна акция

## Структура
В группу компаний «Citadele» входят собственно головной банк, филиалы в Литве и Эстонии, а также следующие дочерние предприятия:
- Общество по управлению активами "CBL Asset Management "
- Банк «AP Anlage & Privatbank» (Швейцария)
- Общество по страхованию жизни «CBL Life»
- Пенсионный фонд «CBL Atklātais pensiju fonds»
- «Hortus Residential», управляющая жилой и иной недвижимостью, приобретенной банком в результате операций на рынке ипотечного кредитования
- ООО «RPG interjers» и ООО «Rīgas pirmā garāža», управляющие центральным зданием банка в Риге